# Тхо веак тыбуон

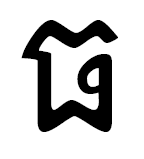
Тхо

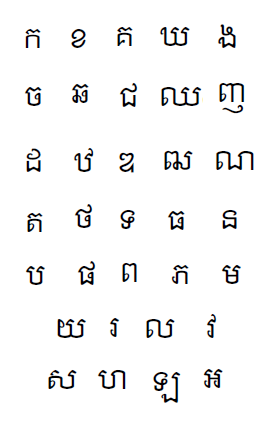

Тхо, тхо веак тыбуон, ធ — девятнадцатая буква кхмерского алфавита, в кхмерских словах обозначает придыхательный глухой альвеолярный взрывной согласный /th/, в пали и санскрите соответствует придыхательному звонкому альвеолярному взрывному согласному /dh/.

Сравнение начертаний сходных букв в кхмерском, телугу и балийском алфавитах
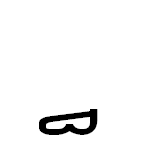
Тьенг тхо (кхмерский)
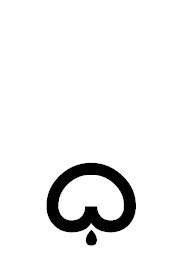
Дхаватту (телугу)
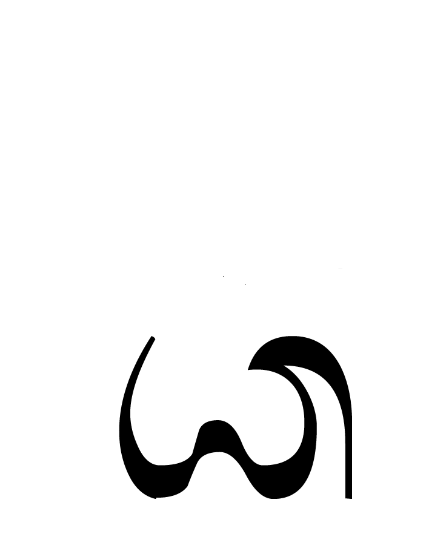
Гантунган дха (балийский)